# デュナスモン
デュナスモンはデジタルモンスターシリーズに登場する架空の生命体・デジタルモンスターの一種。

## 概要
携帯ゲーム機「ディースキャナ ver.2.0」で初登場。その後テレビアニメ『デジモンフロンティア』『デジモンセイバーズ』や漫画『デジモンクロスウォーズ』にロイヤルナイツの一体として初登場する。

## 種族としてのデュナスモン
飛竜の力を持つロイヤルナイツの一員でクロンデジゾイドの竜鎧を身にまとう。ロイヤルナイツの中でも特異な存在で、忠義心が強く自らが考える「正義」に見合った主君に絶対的な忠誠を誓い仕える。それがたとえ「悪」と呼ばれる存在でも自らが考える正義のためなら命も厭わない己の忠義を貫く。武士道・騎士道精神が強く、忠義と信義、礼儀を重んじ質実剛健な性格である。竜のような強靭なパワーと高純度なクロンデジゾイド製の竜鎧で無双の強さを誇るパワー型のデジモンである。
X抗体を取り込んだデュナスモンXは秘めた飛竜の力がさらに引き出され、最軽量のレアメタル“ブルーデジゾイド”で大半が構成された禍々しい竜鎧を纏った姿へと変化している。空の戦いにおいてはロイヤルナイツの中でも随一の実力を持っており、飛竜の有り余る強靭なパワーにより翼の一振りだけで一瞬にして高高度まで到達することができるという。
ロイヤルナイツでは初めてのデータ種のデジモンである（これより前に登場していたオメガモンはワクチン種、マグナモンは属性はフリー（カードゲームなどではワクチン種扱いの場合も多い）、デュークモンはウィルス種）。

### 基本データ
- 世代/究極体
- タイプ/聖騎士型
- 属性/データ
- 必殺技/ドラゴンズロア、ブレス・オブ・ワイバーン、ドラゴンコライダー（漫画『デジモンクロスウォーズ』のみ）
- 所属/ロイヤルナイツ

### X抗体版
- 世代/究極体
- タイプ/聖騎士型
- 属性/データ
- 必殺技/ドラゴンズガスト、ブレス・オブ・ワイバーン
- 所属/ロイヤルナイツ

### 必殺技
ドラゴンズロア
両手の平から十闘士と同じ属性の強力なエネルギー光弾を発射する。
ブレス・オブ・ワイバーン
咆哮して全身のエネルギーを巨大な飛竜に変えて放ち、一瞬にして破壊する最強の技。
ドラゴンズガスト
X抗体で習得。頭部の巨大な角を突き立て飛翔し、体諸共敵に突進する。
ドラゴンコライダー
漫画『デジモンクロスウォーズ』オリジナル。第19話で「赤黒の双頭竜」ことズィードミレニアモンを殲滅するべく使用。全身からオーラによる無数の飛竜を出現させ、対象の周りに巨大な渦を発生させ、一気に一点に集中させ巨大な温度爆発を起こす。
ドゥフトモン曰くその威力は瞬間的に恒星のコアほどの高温に達し、アルフォースブイドラモンは「ロイヤルナイツ屈指の威力を誇る秘奥技」と述べているが、その威力故に味方をも巻き込む危険があるため、この技の使用時には全軍が待避を余儀なくされた（ロードナイトモン曰く「威力がありすぎて乱戦になると使えない」、アカリ曰く「むしろあの人が世界滅ぼすんじゃないの……」）。

## 登場人物としてのデュナスモン

### デジモンフロンティア
第38話から登場。声優は三宅健太（日本語版）、デレク・スティーヴン・プリンス（英語版）。ロードナイトモンと共に拓也たちの前に度々立ち塞がり、デジコードを回収していく。主にカイゼルグレイモン（拓也）と戦うことが多かったが、ロードナイトモンとは対照に己の力を過信している節があり、それが仇となって追い込まれることもあった。
その行動の目的はルーチェモンを復活させるためであったが、第47話で月にてカイゼルグレイモンの必殺技「九頭龍陣」により「ブレス・オブ・ワイバーン」を破られ敗北した直後、ロードナイトモン共々ルーチェモンに吸収されてしまう。

### デジモンセイバーズ
第40話から登場。声優は小嶋一成（日本語版）、Chris Edgerly（英語版）。ロイヤルナイツの一員として現れ、後にイグドラシルに離反する。

### デジモンクロスウォーズ (漫画)
クロスハート・ブルーフレア連合軍の援軍として第16話から登場。登場時、早速「ブレス・オブ・ワイバーン」でプレシオモンを倒している。戦闘時では「ドラゴンズロア」をムゲンドラモン、キメラモン相手に放っていた（技名は叫んでいないが、「ドラゴンズロア」特有の弾丸が確認できる）。
「赤黒の双頭竜」ことズィードミレニアモンを葬り去るべく「ここで塵一つ残らず焼き尽くしてくれる」と豪語し、その威力は瞬間的に恒星のコアほどの高温に達し、ロイヤルナイツ屈指といわれる秘奥技「ドラゴンコライダー」を使用しバグラ大魔殿を一瞬にして蒸発させるが、ズィードミレニアモンには全く効かなかったどころか逆にそのエネルギーごと強制デジクロスで吸収されてしまったが、その後ズィードミレニアモンが強制クロスオープンされたことにより解放され、タイキとコトネを抱え、ネネ（ルミナモン）を背中に乗せて脱出した。
最終決戦後は描写は無いものの、デジタルワールドに残留した。
単行本第4巻に収録されているオマケ漫画「ばぐら家の横顔 第3回」では、作者の中島諭宇樹曰く「剛直な武人であり、圧倒的な火力で敵を駆逐するが、力に頼りすぎることもある」。

### デジモンストーリー サイバースルゥース
声優は服巻浩司。ドゥフトモン率いる強硬派の一員として登場。人間の善悪がどうなのかは一切問題とせず、あくまでイグドラシルの意思を遂行するものとしてドゥフトモンに協力する。敗北した後も、己の信念に準じたことに満足しつつ笑いながら消滅していった。